# Agustín Iturria
Agustín Juan Iturria (nacido el 19 de julio de 1914 en Buenos Aires, Argentina - fallecido el 17 de noviembre de 1991) es un ex-futbolista y médico argentino. 

## Carrera
Comenzó su carrera en 1931 jugando para Alumni Athletic Club de Buenos Aires, donde hizo las inferiores desde su niñez. Jugó en el club hasta 1932. A fines de ese año se trasladó a Perú para jugar en el Circolo Sportivo Italiano, por todo el año 1933, donde el año siguiente regresó a la Argentina, contratado por el Estudiantes de la Plata, recomendado por un conocido, manteniéndose en el equipo del pincha hasta el año 1941. En 1942 se confirma su traslado al Argentinos Juniors, donde en ese año se retira definitivamente del fútbol. Fue el primer jugador de la historia del fútbol profesional que debutó en Primera Argentina convirtiendo 4 goles. 

### Médico
En 1941 se graduó de médico en la ciudad de La Plata, ejerciendo varias décadas como pediatra en el Hospital de Niños "Argentina Diego".
Falleció en la ciudad de Azul en Buenos Aires, el 17 de noviembre de 1991, a los 71 años.

## Clubes
| Temporada   | País      | Club                      |
| ----------- | --------- | ------------------------- |
| 1931 - 1932 | Argentina | Alumni Athletic Club      |
| 1933        | Perú      | Circolo Sportivo Italiano |
| 1934 - 1941 | Argentina | Estudiantes de La Plata   |
| 1942        | Argentina | Argentinos Juniors        |